# Klingon Védelmi Erők
A Klingon Védelmi Erők egy szervezet a kitalált Star Trek univerzumban, a  Klingon Birodalom fegyveres erőit foglalja magában. Főparancsnoka a Nagy Tanács Kancellárja.

## Története
A régi klingon hadszervezet nagyon hasonló volt a földi, középkori banderiális hadseregekhez, vagyis minden Háznak a saját hadi szükségletein kívül a Császár rendelkezésére kellett bocsátania bizonyos számú harcost. Kahless császár halála után mintegy 100 évvel idegen kalózok törtek a Qo'nosra, és bár nagy veszteségeket okoztak (egyebek közt ekkor lopták el Kahless legendás kardját, mely 2372-ig nem is kerül elő), a klingonok kiűzték a betolakodókat. Ez a támadás inspirálta a Császárt egy állandó, a központi hatalom irányítása alatt álló hadsereg felállítására, ez lett a Klingon Birodalmi Védelmi Erők.
Jelenleg a szervezet felépítése nem sokban különbözik a régi rendszertől. A Házak továbbra is kisebb-nagyobb hadseregeket tartanak fenn, melyeket a családhoz tartozókból, illetve szövetségesekből verbuválnak. Ezeket a gyakran kitörő polgárháborúknál is használják; ám amikor a Birodalom közvetlenül visel hadat, akkor minden ház hadereje a Kancellár parancsnoksága alá tartozik. Ha egy ház ilyenkor megtagadja a Kancellár parancsait, lázadónak minősül.

## Felépítése
A Klingon Védelmi Erők felépítésében a haditengerészeti és a szárazföldi hadsereg hagyományait ötvözi. Három fő haderőnemből áll:
- Klingon Birodalmi Flotta
- Klingon Birodalmi Tengerészgyalogság
- Speciális alakulatok

### Klingon Birodalmi Flotta
A Birodalom elsődleges haderőneme, mely alapvető fontossággal bír a háborús stratégiájában, bár a 23. században még a gyalogsági harc dominált, és a flotta akkoriban csupán a hadsereg csatatérre való eljutását volt hivatott biztosítani. Az azóta eltelt háborúk hatására a flotta előtérbe került, de szerepét jól jelzi az a sajátságos helyzet, hogy a flottáknak nem admirálisok, hanem tábornokok parancsolnak.

### Klingon Birodalmi Tengerészgyalogság
A Birodalom bolygófelszíni haderőinek szervezete. Az űrcsaták elszaporodásával jelentősen háttérbe szorult, bár a felső vezetői rangfokozatok még mindig emlékeztetnek egykori vezető szerepére.

### Speciális alakulatok
A Speciális alakulatok közé két fegyveres-katonai szervezet tartozik. Ezek a:
- Klingon Becsület Gárda: Az egyik legrégebbi katonai szervezet, Kahless császár óta létezik, elsődleges feladata a Birodalom mindenkori vezetőjének védelme.
- Klingon Hírszerzés: Kevésbé jelentős, mint a 31-es szekció, a Tal'Shiar, vagy mint az Obszidián Rend, de feladata hasonló. Több történelmi jelentőségű akció is köthető hozzá.

## Rangok, rendfokozatok, kitüntetések
A Klingon Védelmi Erők a haditengerészet és a szárazföldi hadsereg rangjait, és rendfokozatait vette át. Ezek között szerepel az összes szárazföldi rang és rendfokozat, de tengerészeti csak kapitányi rangig található.
Kitüntetések
A klingonok legrangosabb kitüntetése a Klingon Bath'let Rend kitüntetése, amit a csatában kiemelkedő teljesítményt nyújtó harcosoknak ítélnek oda. Maga a Nagy Tanács Kancellárja adományozza.

### Dahar-mester
Egy bizonytalan eredetű, és szerepkörű kitüntetés vagy cím, de rendkívüli jelentőségét mutatja, hogy a történelem során mindössze három harcosnak: Kornak, Kolothnak és Kaangnak adták meg, akik mind halálukig viselték.